# Лања (Новара)
Лања је насеље у Италији у округу Новара, региону Пијемонт.
Према процени из 2011. у насељу је живело 27 становника. Насеље се налази на надморској висини од 303 м.